# Sthenolepis spargens
Sthenolepis spargens är en ringmaskart som beskrevs av Fauchald 1972. Sthenolepis spargens ingår i släktet Sthenolepis och familjen Sigalionidae. Inga underarter finns listade i Catalogue of Life.